# バチェラー八重子
バチェラー八重子（バチェラーやえこ、1884年（明治17年）6月13日 - 1962年（昭和37年）4月29日）は、アイヌの歌人・キリスト教伝道者。「バチラー八重子」とも表記される。

## 生涯
1884年（明治17年）6月13日、北海道伊達町有珠に戸籍名は「向井八重子」、幼名は「フチ」として生まれる。父は、アイヌ豪族の向井富蔵で、アイヌ名はモコッチャロであった。母は、フッチセであった。なお、弟に向井山雄がいる。父の向井富蔵は、イギリス人の聖公会宣教師のジョン・バチェラーを信頼し、娘の八重子の受洗を承認するまでになる。八重子が11歳の時、父の富蔵が亡くなる。13歳の時、ジョン・バチェラーを頼り、札幌に出て、バチェラーが運営する「アイヌ・ガールズ・スクール」に通う。さらに、東京のミッション・スクール香蘭聖書学校に通う。
1906年（明治39年）、八重子は、ジョン・バチェラーの養女となる。22歳のことであった。なお、ジョン・バチェラーには、妻のルイザがいて、彼女ルイザがバチェラー八重子の養母となる。1908年（明治41年）、養父母とともにシベリア鉄道経由で英国に行き、カンタベリー大主教から伝道師として任命される。平取や幌別の聖公会で伝道活動を展開する。滞在中、各地で講演を行った。帰国後、北海道の幌別、平取の聖公会教会で伝道活動を展開した。1912年（明治45年）には、ジョン・バチェラーと共に、樺太に行き、伝道活動を行う。
1931年（昭和6年）に、バチェラー八重子による短歌の歌集『若きウタリに』が出版される。1936年（昭和11年）、養母ルイザ・バチェラーが死去し、札幌円山墓地に葬る。1940年（昭和15年）、養父ジョン・バチェラーは日英間の関係悪化に伴い日本を去り、1944年（昭和19年）にイギリスで死去する。八重子は、日本に残したジョン・バチェラーの蔵書250冊ほどとその他の遺品を自宅に保管する。
1962年（昭和37年）4月29日、関西旅行中に京都にて死去する。77歳であった。

## 著書
- 佐佐木信綱 編『若きウタリに』竹柏会〈心の華叢書〉、1931年4月。全国書誌番号:54014368。
- 『写真集 若きウタリに』掛川源一郎写真、研光社、1964年8月。全国書誌番号:64006700。
- 「若きウタリに」『近代民衆の記録 5 アイヌ』新人物往来社、1972年6月。全国書誌番号:73022528。
- 『若きウタリに』北海道編集センター〈復刻双書<北海道の名著>  第2巻〉、1974年2月。全国書誌番号:75003502。
- 「若きウタリに」『アイヌ民族の魂』立風書房〈北海道文学全集 第11巻〉、1980年11月。全国書誌番号:81010750。
- 『若きウタリに』岩波書店〈岩波現代文庫 文芸78〉、2003年12月。ISBN 9784006020781。全国書誌番号:20549106。
- 川村湊 編「若きウタリに（抄）」『現代アイヌ文学作品選』講談社〈講談社文芸文庫〉、2010年3月。ISBN 9784062900799。全国書誌番号:21734025。
- 谷川健一、大和岩雄責任編集 編「若きウタリに」『民衆史の遺産 第13巻』大和書房、2018年7月。ISBN 9784479861133。全国書誌番号:23071964。

## 伝記等
- 湯本喜作『アイヌの歌人』洋々社、1963年9月。全国書誌番号:63008332。
- 末武綾子『バチラー八重子抄』北書房〈北海道文学選集・女流小説集 3〉、1971年7月。全国書誌番号:75016022。
- 掛川源一郎『バチラー八重子の生涯』北海道出版企画センター、1988年3月。ISBN 9784832888012。全国書誌番号:89024541。